# 아주 특별한 변신
"아주 특별한 변신"은 1994년에 개봉한 대한민국의 영화이다.

## 캐스팅
- 이혜영 : 장예지 역
- 손창민 : 김진우 역
- 홍승기 : 이종식 역
- 데이비드 스코트 : 켈린 로빈힐 역
- 알렉시아 코우레메노스 : 마가렛힐 역
- 죠 핀퍼라 : 제시힐 역
- 체드윅 브라운 : 제임스 역
- 제임스이 피셔 : 케빈 역
- 베리 죤스 : 케빈 동료 역
- 토니 드봉 : 죠지 상무 역
- 로져 두마스 : 중역 1 역
- 필립 롬바도 : 부사장 역
- 쟈넷 쥐 밀러 : 일레인 역
- 김인수 : 예지엄마
- 에이미 : 어린예지 역
- 로이스 타이렐 : 예지 비서 역
- 버나드 와그너 : 리무진운전수 역
- 박창환 : 변호사사무실손님 역
- 데이비드 더글라스 : 동료변호사 1 역
- 디스몬드 마겐 : 동료변호사 2 역
- 이베트 메세데스 : 동료변호사 3 역
- 제임스 딜론 : 계약사무실 사내 1 역
- 촬스 삼마코 : 계약사무실 사내 2 역
- 맥스 맨카인드 : 흑인꼬마 역
- 제이 제이 립 : 바텐더 역
- 데니스 고셋 2세 : 웨이터 역
- 순다 크룬 퀘스트 : 창녀 1 역
- 죠엘 레타 : 창녀 2 역
- 칼 타캔 젤리 : 리포터 남 2 역
- 부시에 카린즈 : 리포터 여 1 역
- 카른 멕콜 : 리포터 여 2 역
- 도나 바토 : 예지집가정부 역
- 제프 울프 : 스턴트맨 역
- 안토니 니네스 2세 : 흑인강도 역